# Hyde Park (Utah)
Hyde Park és una població dels Estats Units a l'estat de Utah. Segons el cens del 2000 tenia 2.955 habitants.

## Demografia
Segons el cens del 2000, Hyde Park tenia 2.955 habitants, 763 habitatges, i 678 famílies. La densitat de població era de 356,5 habitants per km².
Dels 763 habitatges en un 60,3% hi vivien nens de menys de 18 anys, en un 81,3% hi vivien parelles casades, en un 6% dones solteres, i en un 11,1% no eren unitats familiars. En el 9,8% dels habitatges hi vivien persones soles el 5,1% de les quals corresponia a persones de 65 anys o més que vivien soles. El nombre mitjà de persones vivint en cada habitatge era de 3,87 i el nombre mitjà de persones que vivien en cada família era de 4,18.
Per edats la població es repartia de la següent manera: un 40,3% tenia menys de 18 anys, un 11,5% entre 18 i 24, un 25,1% entre 25 i 44, un 17,5% de 45 a 60 i un 5,5% 65 anys o més.
L'edat mitjana era de 24 anys. Per cada 100 dones de 18 o més anys hi havia 95,2 homes.
La renda mitjana per habitatge era de 51.750 $ i la renda mitjana per família de 54.545 $. Els homes tenien una renda mitjana de 42.868 $ mentre que les dones 25.000 $. La renda per capita de la població era de 15.487 $. Entorn del 3,7% de les famílies i el 3,4% de la població estaven per davall del llindar de pobresa.

## Poblacions més properes
El següent diagrama mostra les poblacions més properes.